# Vコード
Vコード（Vcord、ブイコード）は、1974年に東京芝浦電気（以下、および、現・東芝）と三洋電機が共同開発した家庭向けVTR（ビデオテープレコーダ）規格である。1976年には長時間記録に対応したVコードII規格も発表された。

## 概要
家庭用VTRとして1970年3月に発表され、1971年10月にソニー（現・ソニーグループ）・松下電器産業（以下松下電器、現・パナソニックホールディングス）・日本ビクター（現・JVCケンウッド）から発売されたU規格は、発売当時のカラーテレビの普及率が低く、商品価格が30万円から50万円と高価格だったため商業的に失敗した。そのため、ソニーはベータマックス方式、日本ビクターはVHS方式、松下電器はオートビジョン方式、松下寿電子（現・PHC）はVX方式を独自に開発していたが、これらとは別に東芝と三洋電機は共同で「Vコード方式」を開発していた。
Vコード方式は、三洋電機の開発した白黒ポータブル型VTRをベースに東芝の技術でカラー化したもので、1974年6月に共同開発を発表、同年9月17日に製品が発売された。標準モード（STDモード）の録画再生時間は30分だったが、映像信号を間引きして記録する「フィールドスキップ方式」を採用した長時間モード（LPモード）では1時間の録画再生が可能だった。
その後、1976年6月には標準モードで1時間、長時間モードで2時間記録が可能なVコードII方式を発表したが、Vコード方式よりも優れたベータマックスやVHSの発売に伴い、東芝・三洋電機はベータ陣営に参画した。その後もしばらくVコード方式VTRが併売されたが、ベータ陣営への本格参入に伴い、1979年辺りで販売を終了した。

## Vコード方式概要
- 記録方式：ヘリカルスキャン方式
  - 回転2ヘッド・フルフィールド記録/再生（Vコード：標準）
  - 回転1ヘッド・スキップフィールド記録/2ヘッド・繰返しフィールド再生（Vコード：長時間）
  - 回転3ヘッド（VコードII）
- ヘッドドラム径：81.3mm
- カセットテープサイズ: 156×108×25mm（幅×奥行き×高さ）
- テープ幅：12.65mm（1/2インチ）
- テープ送り速度：134.0 mm/s（Vコード：標準）、73.87 mm/s（VコードII：標準）
- テープヘッド相対速度：7.791m/s（Vコード：標準）、7.73 m/s（VコードII：標準）
- 映像SN比：標準45db、長時間44db
- 音声SN比：48db以上
- 録画時間：30分/1時間（Vコード：標準/長時間）、1時間/2時間（VコードII：標準/長時間）

## テープ形状
磁気テープは幅12.65mm、いわゆる1/2インチで、カセットの形状は8トラックに近い縦長サイズである。なお、8トラックと異なり、カセットの左側面から磁気テープを引き出してローディングする。

## 参考資料
- 「VTR産業技術史の考察と現存資料の状況」『国立科学博物館 技術の系統化調査報告』第1集、国立科学博物館 産業技術史資料情報センター、2001年3月28日
- Model VTC-8400 Video Cassette Recorder（英語）、SANYO ELECTRIC INC.

- 『ホームビデオ』（ホビーエレクトロニクスシリーズ）　原正和著　日本放送出版協会　1978年9月　2355-075001-6023